# Collegio uninominale Trentino-Alto Adige - 01 (Senato della Repubblica 2020)
Il collegio elettorale uninominale Trentino-Alto Adige - 01, dal 2017 al 2020 indicato come Trentino-Alto Adige - 04, è un collegio elettorale uninominale della Repubblica Italiana per l'elezione del Senato.

## Territorio
Come previsto dalla legge elettorale italiana del 2017, il collegio è stato definito tramite decreto legislativo all'interno della circoscrizione Trentino-Alto Adige.
È formato dal territorio di 61 comuni della provincia autonoma di Trento: Albiano, Aldeno, Altavalle, Amblar-Don, Andalo, Borgo d'Anaunia, Bresimo, Caldes, Campodenno, Cavareno, Cavedago, Cavedine, Cavizzana, Cembra Lisignago, Cimone, Cis, Cles, Commezzadura, Contà, Croviana, Dambel, Denno, Dimaro Folgarida, Fai della Paganella, Garniga Terme, Giovo, Lavis, Livo, Lona-Lases, Madruzzo, Malé, Mezzana, Mezzocorona, Mezzolombardo, Molveno, Novella, Ossana, Peio, Pellizzano, Predaia, Rabbi, Romeno, Ronzone, Roveré della Luna, Ruffré-Mendola, Rumo, San Michele all'Adige, Sanzeno, Sarnonico, Segonzano, Sfruz, Sover, Spormaggiore, Sporminore, Terre d'Adige, Terzolas, Ton, Trento, Vallelaghi, Vermiglio e Ville d'Anaunia.
Il collegio è stato parte dal 2017 al 2020 del collegio plurinominale Trentino-Alto Adige - 01. Dal 2020 tutti i senatori del Trentino-Alto Adige sono eletti in collegi uninominali e pertanto non esistono più collegi plurinominali in questa regione.

## Eletti
| Elezione | Elezione | Senatore           | Partito           |
| -------- | -------- | ------------------ | ----------------- |
|          | 2018     | Andrea De Bertoldi | Fratelli d'Italia |
|          | 2022     | Pietro Patton      | Campobase         |

## Dati elettorali

### XVIII legislatura
Come previsto dalla legge elettorale, 116 senatori sono eletti con sistema a maggioranza relativa in altrettanti collegi uninominali a turno unico.
| Candidati              | Candidati                    | Voti    | %     | Liste                    | Voti    | %     |
| ---------------------- | ---------------------------- | ------- | ----- | ------------------------ | ------- | ----- |
|                        | Andrea De Bertoldi ✔️ Eletto | 46 479  | 37,58 | Lega                     | 30 760  | 24,87 |
| Forza Italia           | Andrea De Bertoldi ✔️ Eletto | 46 479  | 37,58 | 10 491                   | 8,48    |       |
| Fratelli d'Italia      | Andrea De Bertoldi ✔️ Eletto | 46 479  | 37,58 | 4 466                    | 3,61    |       |
| Noi con l'Italia - UDC | Andrea De Bertoldi ✔️ Eletto | 46 479  | 37,58 | 762                      | 0,62    |       |
|                        | Franco Panizza               | 43 125  | 34,87 | Partito Democratico      | 16 670  | 13,48 |
| SVP-PATT               | Franco Panizza               | 43 125  | 34,87 | 8 305                    | 6,72    |       |
| +Europa                | Franco Panizza               | 43 125  | 34,87 | 4 214                    | 3,41    |       |
| Civica Popolare        | Franco Panizza               | 43 125  | 34,87 | 2 480                    | 2,01    |       |
| Italia Europa Insieme  | Franco Panizza               | 43 125  | 34,87 | 1 456                    | 1,18    |       |
|                        | Cristiano Zanella            | 27 178  | 21,98 | Movimento 5 Stelle       | 27 178  | 21,98 |
|                        | Andrea Pradi                 | 4 175   | 3,38  | Liberi e Uguali          | 4 175   | 3,38  |
|                        | Graziano Morando             | 1 538   | 1,24  | Potere al Popolo!        | 1 538   | 1,24  |
|                        | Louise Deirdre Hill          | 1 174   | 0,95  | Il Popolo della Famiglia | 1 174   | 0,95  |
| Totale                 | Totale                       | 123 669 | 100   |                          | 123 669 | 100   |
|                        |                              |         |       |                          |         |       |
| Voti non validi        | Voti non validi              | 4 537   | 3,54  |                          |         |       |
| Votanti                | Votanti                      | 128 206 | 79,94 |                          |         |       |
| Elettori               | Elettori                     | 160 373 |       |                          |         |       |

### XIX legislatura
Come previsto dalla legge elettorale, 74 senatori sono eletti con sistema a maggioranza relativa in altrettanti collegi uninominali a turno unico.
| Candidati       | Candidati               | Voti    | %     | Liste                                                                             | Voti    | %     |
| --------------- | ----------------------- | ------- | ----- | --------------------------------------------------------------------------------- | ------- | ----- |
|                 | Pietro Patton ✔️ Eletto | 47 904  | 41,10 | Alleanza Democratica per l'Autonomia (PD-IDP - AVS - +Europa - Az-IV - Campobase) | 47 904  | 41,10 |
|                 | Martina Loss            | 42 629  | 36,58 | Lega per Salvini Premier – Fratelli d'Italia – Forza Italia – Noi moderati        | 42 629  | 36,58 |
|                 | Patrizia Pace           | 9 830   | 8,43  | Südtiroler Volkspartei – PATT                                                     | 9 830   | 8,43  |
|                 | Paolo Minotto           | 8 034   | 6,89  | Movimento 5 Stelle                                                                | 8 034   | 6,89  |
|                 | Mattia Maistri          | 5 817   | 4,99  | Italia Sovrana e Popolare                                                         | 5 817   | 4,99  |
|                 | Valeria Allocati        | 2 331   | 2,00  | Unione Popolare                                                                   | 2 331   | 2,00  |
| Totale          | Totale                  | 116 545 | 100   |                                                                                   | 116 545 | 100   |
|                 |                         |         |       |                                                                                   |         |       |
| Voti non validi | Voti non validi         | 8 556   | 6,84  |                                                                                   |         |       |
| Votanti         | Votanti                 | 125 101 | 70,00 |                                                                                   |         |       |
| Elettori        | Elettori                | 178 714 |       |                                                                                   |         |       |